# Kreuz-Verlag (Halle (Saale))
Der Kreuz-Verlag war der Verlag der CDU in Halle (Saale) von 1947 bis 1964.

## Geschichte
Um 1946 wurde die Kreuz-Verlag GmbH in Halle gegründet. Sie befand sich am Franckeplatz 1, wahrscheinlich in den Gebäuden des ehemaligen Verlages der Buchhandlung der Franckeschen Stiftungen, mit der ehemaligen Buchdruckerei des Waisenhauses.
Im Kreuz-Verlag wurden vor allem Publikationen der CDU in Sachsen-Anhalt, wie die Zeitschrift Der Neue Weg herausgegeben. Außerdem erschienen einige Bücher zur Kulturgeschichte. In der Druckerei wurden dazu Broschüren, Plakate, Stadtpläne und weitere Materialien für Auftraggeber aus der Region hergestellt.
Beim Aufstand vom 17. Juni 1953 verhielt sich der Kreuz-Verlag „vorbildlich“ und unterstützte die Demonstranten nicht in seinen Druckerzeugnissen.
Von 1963 sind dessen letzten Publikationen bekannt.